# Giovanni Dolfin (1545-1622)
Giovanni Delfino (Veneza, 15 de dezembro de 1545 - Veneza, 25 de novembro de 1622) foi um cardeal do século XVII.

## Biografia
Nasceu em Veneza em 15 de dezembro de 1545. De família patrícia. Segundo dos seis filhos do senador Iseppo (Giuseppe) Delfino e sua segunda esposa, Maria Contarini. Os outros filhos eram Benedetto, Daniele, Andrea, uma filha, e Dionísio. Seu sobrenome também está listado como Dolfino e Delfini. Outros cardeais da família são Giovanni Delfino (1667); Daniello Marco Delfino (1699); e Daniele Delfino (1747).
Obteve um doutorado in utroque iure , direito canônico e civil, na Universidade de Pádua..
Embaixador da República de Veneza perante a Santa Sé, 1594-1598. Tendo decidido entrar no estado eclesiástico, tentou diligentemente durante a sua embaixada obter as boas graças do Papa Clemente VIII e da família Aldobrandini. Regressou a Veneza quando terminou a sua embaixada e foi nomeado procurador da patriarcal catedral S. Marco..
Eleito bispo de Vicenza em 24 de novembro de 1603. Consagrado em 27 de dezembro de 1603, na igreja de S. Sisto, Roma, S. Sisto pelo cardeal Alfonso Visconti, assistido por Tommaso Contarini, bispo de Candia, e por Leonardo Mocenigo, bispo de Ceneda..
Criado cardeal sacerdote no consistório de 9 de junho de 1604; recebeu o gorro vermelho e o título de S. Matteo na Via Merulana, em 24 de novembro de 1604. Participou do conclave de março de 1605, que elegeu o Papa Leão XI. Participou do conclave de maio de 1605, que elegeu o Papa Paulo V. Optou pelo título de S. Marco, em 1º de junho de 1605. Renunciou ao governo da diocese de Vicenza antes de 19 de junho de 1606. Camerlengo do Sagrado Colégio dos Cardeais, 7 de janeiro de 1619 a 13 de janeiro de 1620. Participou do conclave de 1621, que elegeu o Papa Gregório XV. Optou pelo título de S. Girolamo degli Schiavoni, 23 de junho de 1621. Optou pelo título de S. Carlo ai Catinari, em 23 de agosto de 1622..
Morreu em Veneza em 25 de novembro de 1622. Enterrado no túmulo de seus ancestrais na igreja de S. Michele (em Isola) di Murano, Veneza. A notícia de sua morte chegou a Roma em 1º de dezembro de 1622..